# Daniel Carlsson (nadador)
Kehn Eric Daniel Carlsson (Botkyrka, 14 de noviembre de 1976) es un deportista sueco que compitió en natación.
Ganó dos medallas en el Campeonato Mundial de Natación en Piscina Corta de 1999, una medalla de bronce en el Campeonato Europeo de Natación de 1999 y cuatro medallas en el Campeonato Europeo de Natación en Piscina Corta, en los años 1998 y 1999.

## Palmarés internacional
| Campeonato Mundial en Piscina Corta | Campeonato Mundial en Piscina Corta | Campeonato Mundial en Piscina Corta | Campeonato Mundial en Piscina Corta |
| Año                                 | Lugar                               | Medalla                             | Prueba                              |
| ----------------------------------- | ----------------------------------- | ----------------------------------- | ----------------------------------- |
| 1999                                | Hong Kong (China)                   | Medalla de plata                    | 4 × 100 m estilos                   |
| 1999                                | Hong Kong (China)                   | Medalla de bronce                   | 4 × 100 m libre                     |
| Campeonato Europeo                  |                                     |                                     |                                     |
| Año                                 | Lugar                               | Medalla                             | Prueba                              |
| 1999                                | Estambul (Turquía)                  | Medalla de bronce                   | 4 × 100 m estilos                   |
| Campeonato Europeo en Piscina Corta |                                     |                                     |                                     |
| Año                                 | Lugar                               | Medalla                             | Prueba                              |
| 1998                                | Sheffield (Reino Unido)             | Medalla de oro                      | 4 × 50 m estilos                    |
| 1998                                | Sheffield (Reino Unido)             | Medalla de bronce                   | 50 m espalda                        |
| 1999                                | Lisboa (Portugal)                   | Medalla de oro                      | 4 × 50 m libre                      |
| 1999                                | Lisboa (Portugal)                   | Medalla de oro                      | 4 × 50 m estilos                    |